# شینفیلد
شینفیلد (به انگلیسی: Shinfield) یک روستا و محله مدنی در بریتانیا است که در Wokingham واقع شده‌است. شینفیلد ۸٬۱۳۶ نفر جمعیت دارد.